# Xã Liberty, Quận Madison, Missouri
Xã Liberty (tiếng Anh: Liberty Township) là một xã thuộc quận Madison, tiểu bang Missouri, Hoa Kỳ. Năm 2010, dân số của xã này là 250 người.